# Цаган-Гол (река)
Цага́н-Гол (бур. Сагаан гол — «белая долина, река») — река в Селенгинском районе Бурятии. Крупнейший водоток, впадающий в Гусиное озеро. Длина — 25 км.

## Описание
Является левым рукавом реки Темник, отходящим от основного русла у выхода в Гусиноозёрскую котловину в 30 км к северо-западу от места её впадения в Селенгу. Течёт вдоль юго-восточного подножия Хамбинского хребта по северо-западному краю Тамчинской равнины, где воды реки забираются в оросительные каналы, к северной её оконечности. В 18 км до устья от Цаган-Гола отходит рукав Ялга-Гол, который возвращает часть стока обратно в Темник. 
Река впадает в Гусиное озеро в черте одноимённого села.

## Достопримечательности
В верхней части река течёт по территории природоохранного Ацульского заказника.
На левом берегу, в трёх километрах от истока, на юго-западном склоне горы Улан-Хада Хамбинского хребта находится Темниковская пещера — крупнейшая галерея наскальной живописи бронзового — начала железного века в Забайкалье.